# Earth Observing-1
Earth Observing-1 ou EO-1 est un satellite de télédétection expérimental faisant partie du programme New Millennium de la NASA. Il est destiné à valider de nouveaux types d'instruments d'observation de la Terre et de nouvelles technique utilisées par la plate-forme qui doivent permettre d'accroître les performances tout en réduisant la masse et le coût.

## Contexte
Earth Observing-1 est la deuxième mission spatiale du programme New Millennium (NMP) de la NASA. New Millennium s'inscrit dans la nouvelle stratégie de la NASA mise en place par son administrateur Daniel Goldin, consistant à développer des missions moins coûteuses et plus nombreuses que par le passé (faster, cheaper, better). Jusque-là les nouvelles techniques spatiales sont testées sur les missions opérationnelles en profitant de leurs budgets très importants comme le recours aux mémoires flash durant la mission Cassini. Cette option n'est plus envisageable dans le cadre des nouvelles missions, qui imposent pour limiter les coûts, d'utiliser des techniques parfaitement rodées. Pourtant ces nouvelles missions nécessitent la mise au point de nouvelles techniques spatiales permettant la miniaturisation et la réduction des coûts. Pour gérer ce besoin Charles Elachi, directeur du centre JPL, propose à Goldin, un nouveau programme rassemblant des missions développées dans l'esprit du « faster, cheaper, better » et dédiées à la qualification de ces nouvelles techniques avant leur déploiement sur des missions plus opérationnelles. Parmi ces techniques figurent notamment la propulsion ionique. La gestion du programme est confiée au centre Jet Propulsion Laboratory de la NASA. Les objectifs principaux de ces missions sont donc d'abord d'ordre technique, les retombées scientifiques étant un objectif secondaire. En juillet 1995, le Congrès américain donne son accord pour le lancement du programme New Millennium et en particulier pour le développement d'une mission Deep Space 1 consacrée principalement à la mise au point de la propulsion ionique.

## Caractéristiques techniques
Le satellite Earth Observing-1, construit par Swales Aerospace, a une forme hexagonale (1,4 x 1,4 x 2 m mètres de côté) avec une masse au lancement de 588 kg. Il est constitué d'une structure en nid d'abeilles d'aluminium. Le satellite est stabilisé sur 3 axes avec une précision de pointage d'environ 36 secondes d'arc et une stabilité de 0,5 seconde d'arc par seconde. Le contrôle d'orientation utilise un viseur d'étoiles qui suit de 10 à 5 étoiles de référence, une centrale à inertie et des capteurs solaires. Quatre petits moteurs-fusées brûlant de l'hydrazine et d'une poussée de x newtons sont utilisés pour corriger l'orbite. Le réservoir contient 23 kilogrammes d'ergols. L'énergie est fournie par des panneaux solaires rassemblés en une seule aile composée de 3 panneaux déployée en orbite et orientable avec un degré de liberté. Les panneaux solaires fournissent au maximum 350 watts en début de mission. L'énergie est stockée dans une batterie nickel cadmium de 50 A-h. Les communications sont réalisées en bande X pour les données avec un débit maximum de 105 mégabits par seconde (liaison descendante) et en bande S pour les commandes et télémesures. EO-1 dispose d'une mémoire de masse de 48 gigabits pour stocker les données. Le satellite est conçu pour une durée de vie de 18 mois.

## Instruments scientifiques
EO-1 embarque trois instruments scientifiques expérimentaux destinés à être déployés sur de futures missions d'observation de la Terre : 
- ALI (Advanced Land Imager) est un imageur multispectral utilisant un télescope ayant une ouverture de 12,5 cm avec une champ de vue de 15° (perpendiculairement à l'axe de progression du satellite) sur 1,5°. La superficie a une largeur de 185 km. L'instrument dispose de détecteurs qui collectent simultanément des images panchromatiques en lumière visible ainsi que dans 11 longueurs d'onde en lumière visible et en proche infrarouge. La résolution en panchromatique est de 10 mètres et dans les autres longueurs d'onde de 30 mètres. L'instrument a une masse de 106 kg et une consommation de 100 watts. L'objectif est de fournir un instrument plus compact que celui employé par le satellite Landsat 7 (instrument ETM+ : 425 kg et 545 watts)[4].
- Hyperion est un imageur hyperspectral dérivé de HSC. Il comporte un télescope et deux spectromètres à réseau. Le télescope a une ouverture de 12 cm et alimente deux spectromètres à fente qui analysent respectivement les bandes spectrales 400-1 000 nm et 900-2 500 nm. Le pouvoir de résolution spatial est de 30 mètres et la résolution spectrale est de 10 nm. L'instrument a une masse de 49 kg et consomme en moyenne 78 watts[4].
- LAC (LEISA Atmospheric Corrector) est un instrument destiné à étalonner ALI en mesurant la quantité de vapeur d'eau présente dans l'atmosphère. Il couvre les longueurs d'onde 0,8-1,6 µm avec un canal supplémentaire associé à la longueur d'onde 1,38 µm pour la détection de la présence de cirrus. Sa résolution spatiale est de 250 mètres. L'instrument a une masse totale de 10,5 kg et consomme au maximum 48 watts[4].

## Équipements expérimentaux
- XPAA (X-band Phased Array Antenna) est un système de communication utilisant une antenne réseau à commande de phase qui a pour objectif de valider ce concept alliant la légèreté, la faible masse, l'absence de mécanisme de pointage et un débit élevé. L'antenne, qui comprend 64 antennes élémentaires, a un débit sur la liaison descendante de 105 mégabits et consomme environ 16 watts. L'ensemble a une masse de 5,5 kg[4].
- CCR (Carbon Carbon Radiator) est un radiateur passif expérimental constitué par un sandwich composite comprenant des panneaux en fibres de carbone dans une matrice de carbone enrobés d'époxy. L'objectif est de tester la capacité de cet équipement à évacuer les 43 watts de chaleur générés par des équipements électroniques. Le panneau de 73 x 73 centimètres a une masse d'environ 3 kg[4].
- LFSA (Lightweight Flexible Solar Array) est un panneau solaire expérimental qui teste des techniques permettant d'alléger la masse de ce type d'équipements. Il utilise des cellules photovoltaïques cuivre-indium-sélénium et les mécanismes de déploiement en orbite sont remplacés par des pièces en alliage à mémoire de forme[4].
- WARP (Wideband Advanced Recorder Processor) est une mémoire de masse expérimentale dont l'objectif est de valider le recours à des systèmes de stockage à haute densité. WARP est une mémoire de masse de 48 gigabits ayant une capacité d'écriture en pointe de 1 gigabit par seconde et en continu de 900 mégabits par seconde et pouvant restituer ces données avec un débit de 105 mégabits par seconde. L'ensemble est piloté par un microprocesseur Mongoose V. La masse est de 18 kg et la consommation électrique est de 35 watts en moyenne et de 87 watts au maximum[4].
- PPT (Pulsed Plasma Thruster) ou PRS-101 est un propulseur à plasma pulsé (en), un micropropulseur électrique électromagnétique expérimental destiné à maintenir l'orientation d'un satellite avec une grande précision de pointage. Il utilise du téflon pour délivrer des poussées de 90 à 860 micronewtons ponctuelles ou en continu (1 Hz). Il comprend deux propulseurs en sens opposé et a une masse totale de 4,95 kg.
- FODB (Fiber Optic Data Bus) est une fibre optique destinée à valider l'utilisation de ce type d'équipement sur des satellites[4].
- AutoCon (Autonomous Control for enhanced formation flying) est un logiciel permettant à un satellite de se maintenir de manière autonome dans une position relative fixe au sein d'une constellation de satellites[4].

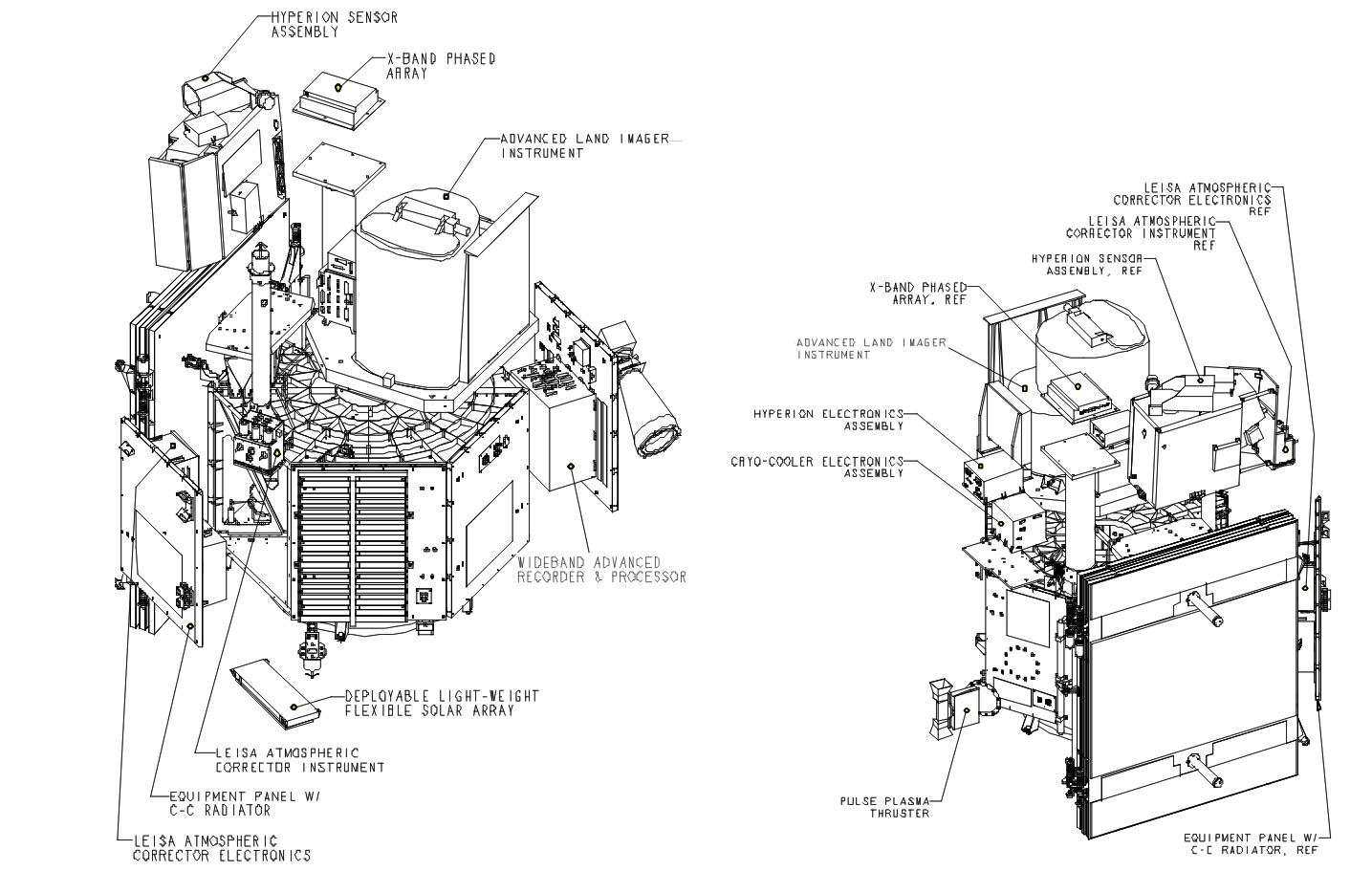
Le schéma du satellite Earth Observing-1 de la NASA.

## Déroulement de la mission
EO-1 est placé en orbite le 21 novembre 2000 par un lanceur Delta II qui décolle de la base de lancement de Vandenberg. Il est placé sur une orbite héliosynchrone voisine de celle de Landsat 7 (altitude de 705 kilomètres, inclinaison orbitale de 98,2°). Pour valider le fonctionnement du satellite, celui-ci prend des mesures identiques avec ses instruments à celles de Landsat 7. Les données fournies par les deux satellites sont comparées. La mission, dont la durée initiale est de 18 mois, est prolongée à plusieurs reprises. La NASA y met fin le 31 mars 2017. La NASA estime que le satellite effectue sa rentrée atmosphérique vers 2055.

## Résultats
La mission permet de valider le fonctionnement de l'instrument ALI dont la conception est reprise pour le développement de l'instrument OLI (Operational Land Imager) embarqué à bord de Landsat 8. Hyperion fonctionne de manière nominale et les techniques employées doivent être reprises dans une future mission destinée à étudier les écosystèmes de la planète en identifiant les différentes espèces de végétaux et en détectant les incendies et les zones de sécheresse. Les équipements expérimentaux fonctionnent tous conformément à leur cahier de charges. Le satellite n'a connu aucun incident grave alors qu'il est resté opérationnel 16 ans (durée initiale prévue de 18 mois). Plus de 1 500 articles sont publiés sur les instruments et équipements de EO-1.